# 김종주
김종주(1921년 4월 5일~1993년 11월 24일)는 대한민국의 공학자이자 기업가이다. 서울대학교 공업대 조교수를 역임하였으며, 조선전업 및 한국전력공사(부사장 역임)에서 근무하였다. 1958년 10월부터 1년간 영국 하웰(Harwell) 원자력학교 및 콜더 홀(Calder hall) 원자력학교에서 수학하여 전문지식 연수를 받았다. 대한민국 원자력 발전사업을 일으키고 최초의 상업로인 고리1호기의 노형을 가압경수로로 결정하는데 주도적 역할을 했다. 당시 정부 입장은 가스냉각로였으나, 가스냉각로인 콜더 홀 원전에서 연수한 그는 끝내 가압경수로를 채택하였다.
관련 저서로는 그의 아내 최계향이 모은 자료를 토대로 엮은 유고집 [새벽바다]가 있다.